# Haverford (Pensylwania)
Haverford – wspólnota mieszkaniowa leżąca 16 kilometrów od Filadelfii, znajdująca się częściowo w hr. Delaware, a częściowo w hr. Montgomery.